# Коробков, Гавриил Витальевич
Гаврии́л Вита́льевич Коробко́в (22 августа 1919, Москва — апрель 1976) — советский спортсмен-легкоатлет и тренер.
Мастер спорта СССР. Заслуженный тренер СССР (1960), кандидат педагогических наук (1973).

## Биография
Родился 22 августа 1919 года в Москве в семье директора Внешторгбанка СССР Виталия Саввича Коробкова, который будучи представителем Госбанка СССР в США жил в Америке. Там сыновей отдали в специализированную спортивную школу. По возвращении в Москву мальчики разговаривали между собой на английском языке и спали без подушек.
В 1931 году отца Коробкова приговорили к высшей мере наказания из-за несоблюдения инструкций во время «Золотой операции» 1928 года. Тогда зафрахтованный пароход «Дрезден», перевозивший в Германию советское золото, хранившееся в США, вынужден был зайти во французский порт Шербург, а французские власти, узнав об этом, хотели получить золото в качестве компенсации за депонированные в Российской империи в 1916 году для поддержания курса русского рубля 52 млн франков. Золото перегрузили в нарушении всех правил в открытом море на другое судно и этим оно было спасено. Затем приговор был смягчён до 10 лет исправительно-трудовых лагерей, конфискованное имущество вернули. Наказание отбывал в БАМлаге, с 1935 года работал в финансовых органах НКВД на Дальнем Востоке, иногда приезжая в Москву, повидаться с сыновьями.
Писательница Елена Ржевская вспоминала: «В окно нашей кухни было видно: братья Коробковы взрыхлили площадку на заднем дворе и в американской спортивной обуви, трусах и майках тренировались в прыжках в высоту, в длину и с шестом».
Окончил механико-математический факультет МГУ. «Тогда в студенческой массе Гаврик выделялся редкой гармоничностью: развитым математикой интеллектом и высокоразвитым лёгкой атлетикой телом. Он был красив и приятен и мог стать кумиром московских барышень, когда б в нём взыгрывало хоть изредка и нечто ответное, а не было б всё в нём сублимировано и поглощено рвением к спорту. И когда б не витала в воздухе иная мода, влекущая девушек к неспортивным гуманитариям».
Выступал за Москву — «Динамо».
В годы Великой Отечественной войны, имея звание мастера спорта и работая на производстве, получил бронь. Из-за этого не был отправлен на фронт.
2-кратный чемпион СССР в эстафете 4×100 м (1946, 1947). Его результаты в десятиборье входили в 10 лучших результатов сезона в мире 1944, 1945.
Кандидат педагогических наук (1973). Автор многочисленных произведений о легкой атлетике — воспоминаний, методических пособий, книг для школьников.
В 1951—1954 годах — тренер сборной СССР, в 1954—1968 годах — главный тренер сборной СССР. Один из инициаторов проведения матчей СССР — США.
Умер в апреле 1976 года, похоронен на Новодевичьем кладбище в Москве.

## Семья
Отец — Виталий Саввич Коробков (1887—1952) — сотрудник госбанка СССР.
Мать — Вера Константиновна Коробкова.
Младший брат — Анатолий (1924—1981) — врач-физиолог, доктор медицинских наук, профессор, подполковник медицинской службы.

## Спортивные достижения
|       | Эстафета 4×100 м    | Эстафета 4×100 м  | Прыжки в длину | Прыжки в длину | Десятиборье | Десятиборье |
| Место | Результат (команда) | Место             | Результат      | Место          | Результат   |             |
| ----- | ------------------- | ----------------- | -------------- | -------------- | ----------- | ----------- |
| 1944  |                     |                   | 2-е место      | 6,84 м         | 2-е место   | 6628        |
| 1945  |                     |                   | 3-е место      | 6,66 м         | 2-е место   | 6419        |
| 1946  | чемпион             | 43,2 (сб. Москвы) |                |                | 2-е место   | 6413        |
| 1947  | чемпион             | 42,6 (сб. Москвы) |                |                |             |             |

## Тренер
Основные соревнования, на которых выступала сборная СССР под руководством Коробкова
|        | Место в НКЗ | Медали  | Медали | Медали |
| золото | Место в НКЗ | серебро | бронза |        |
| ------ | ----------- | ------- | ------ | ------ |
| 1956   | 2-е место   | 5       | 7      | 10     |
| 1960   | 1-е место   | 11      | 5      | 5      |
| 1964   | 2-е место   | 5       | 2      | 11     |
| 1968   | 2-е место   | 3       | 2      | 8      |

|        | Место в НКЗ | Медали  | Медали | Медали |
| золото | Место в НКЗ | серебро | бронза |        |
| ------ | ----------- | ------- | ------ | ------ |
| 1954   | 1-е место   | 16      | 11     | 8      |
| 1958   | 1-е место   | 11      | 14     | 9      |
| 1962   | 1-е место   | 13      | 6      | 10     |
| 1966   | 1-е место   | 6       | 7      | 7      |

Кроме того, сборная СССР:
- выиграла Кубок Европы 1965, 1967 среди мужчин и среди женщин;
- выиграла ряд матчей, включая матчи со сборной США 1958, 1959, 1961, 1962, 1963, 1965; проиграла матч сборной США 1964.

## Книги
- Коробков Г. В. Тренировка легкоатлета-многоборца. — М.: «Физкультура и спорт», 1951. — 185 с.
- Коробков Г. В. Юношам о лёгкой атлетике. — М.: «Физкультура и спорт», 1953. — 232 с.
- Коробков Г. В., Хоменков Л. С. Чемпионы Европы. — М.: «Физкультура и спорт», 1955. — 118 с.
- Коробков Г. В. Легкоатлетические многоборья: Методика тренировки. — М.: «Физкультура и спорт», 1955. — 103 с.

Мемуары:
- Коробков Г. В. Записки легкоатлета. — М.: «Советская Россия», 1971. — 239 с.

## Награды
- Орден Трудового Красного Знамени (16.09.1960) — за успешные выступления в XVII летних и VIII зимних Олимпийских играх 1960 года, а также за выдающиеся спортивные достижения[10]